# Szabó István (szobrász, 1903–1992)
Id. Szabó István (Cered, 1903. augusztus 29. — Benczúrfalva, 1992. július 5..) Kossuth-díjas szobrászművész. Alkotói tevékenységet főleg a köztéri szobrászat területén fejtett ki.

## Életpályája
Szobrászművészetet Bóna Kovács Károly műhelyében tanult az 1930-as évek elején. Kőből, bronzból, műkőből, mészkőből, bazaltból készült szobrainak stílusa is a népi fafaragó-művészettel mutat rokonságot, talán ezért is vált igen foglalkoztatott köztéri szobrásszá. Már 1934-től kiállításai voltak a Műcsarnokban, majd főleg Észak-Magyarországon, Nógrád megye területén felállítandó köztéri szobrokra kapott megrendeléseket. 1938–39-ben első világháborús emlékművet készített Mátranovákon, majd annak mását 1948-ban Cereden is felállították. 1941-ben készítette Parasztfej című alkotását bronzból, 29 cm magasságban. Művéből fegyelmezett, látszólagos nyugalma mögül indulat, elszántság és erő sugárzik. A szobrot az Állami Vásárló Bizottság vette meg a művésztől, ma a Magyar Nemzeti Galéria őrzi.
1945 után, a korszak hangulatának is megfelelően, előszeretettel ábrázolta az egyszerű munkás és parasztembereket. Híres A magyar bányászat 200 éves története című sorozata, melyet tölgyfából faragott 95 cm magasságban. 1965-ben faragta körtefából Palóc Madonna c. szobrát 45 cm magasságban, köztéri szoborként bronzból is kiöntötték, és Balassagyarmaton nyert elhelyezést. Mikszáth Kálmánról és Madách Imréről is készített szobrokat, s politikusokról emléktáblákat vagy szobrokat, köztük Kossuth Lajosról, Rákóczi Ferencről. Bányászszobraiból Várpalotán, Bátonyterenyén is helyeztek el köztéri alkotást.

Szabó Istvánról készült szobor a kisterenyei Gyürky–Solymossy-kastélykertben

## Köztéri alkotásaiból[2]
- Abonyi Lajos (bronz emléktábla, 1933, Kisterenye)
- Korpusz (kő, 1936, Kisterenye)
- Hősök emlékműve (bronz, 1937, Kisterenye)
- Országzászló (kő, 1938, Kisterenye)
- Br. Solymossy Jenő (márvány emléktábla, 1939, Kisterenye)
- Kossuth Lajos-emléktábla (műkő, 1948, Kisterenye)
- Br. Solymossy Jenő-emlékmű (1938–1939, Nyárjas-völgy)
- I. világháborús emlékmű (1938–1940, Mátranovák, 1948, Cered)
- Bányász emlékmű (1955, Salgótarján, 1959, Balinkabánya)
- Mikszáth Kálmán (bazalt portré, 1960, Salgótarján)
- Olvasó bányász (bazalt, 1962, Nagybátony)
- Anya gyermekkel (mészkő, 1963–1964, Nógrádgárdony)
- Partizánemlékmű (krómacél, 1969, Salgótarján, 1990 után elbontva)
- Madách (mészkő, 1972, Mátraverebély, Általános Iskola)
- Palóc menyecske (bronz, 1974, Balassagyarmat)

## Díjai, elismerései
- Kossuth-díj (1959)
- SZOT-díj (1971, 1987)
- Érdemes művész (1973)
- Salgótarján díszpolgára (1976)
- Magyar Népköztársaság Zászlórendje (1987)
- Bátonyterenye díszpolgára posztumusz (2003)

## Emlékezete
- Születésének 100. évfordulója alkalmából munkásságának elismeréseképpen a kisterenyei kastély első emeletén múzeumot rendeztek be alkotásaiból. Az állandó kiállítás címe: Fába faragott élet. A cím mintegy emlékeztet a művész Fába faragott esztendők című önéletrajzi kötetére.
- A ceredi általános iskola a nevét viseli.[3]